# Au bénéfice du doute (téléfilm, 1995)
Pour les articles homonymes, voir Au bénéfice du doute.
Pour plus de détails, voir Fiche technique et Distribution.
Au bénéfice du doute (Degree of Guilt) est un téléfilm américain en deux parties réalisé par Mike Robe en 1995.

## Synopsis
Un avocat qui défend son ex compagne au sujet de meurtre de l'écrivain qui aurait tentait de violer son ex compagne.

## Fiche technique
- Titre original : Degree of Guilt
- Titre alternatif français : Présomption de culpabilité
- Réalisation : Mike Robe
- Scénario : Cynthia Whitcomb d'après les romans de Richard North Patterson
- Producteurs exécutifs : Howard Braunstein et Michael Jaffe
- Produit par : Jaffe/Braunstein Films, Pebblehut Productions et Hallmark Entertainment
- Décors : Alta Louise Doyle
- Montage : John Cameron
- Costumes : Christopher Hargadon
- Casting : Jules Ward-Gill
- Musique : Craig Safan
- Pays d'origine :  États-Unis,  Canada
- Langue originale : anglais
- Format : couleur — 1,33:1 — son stéréo
- Genres : drame, thriller
- Durée : 180 minutes

## Distribution
- Daphne Zuniga (VF : Déborah Perret) : Teresa « Terri » Peralta
- David James Elliott (VF : Jérôme Keen) : Christopher « Chris » Paget
- Patricia Kalember (VF : Blanche Ravalec) : Juge Caroline Masters
- Adam LaVorgna (VF : Tony Marot) : Carlo Paget
- Mae Whitman : Elena Argos
- Vincent Ventresca (VF : Éric Legrand) : Richie Argos
- Tricia O'Neil : Rosa
- Nigel Bennett : Victor Salinas
- Ron Lea (VF : Patrick Floersheim) : Mackinlay Brooks
- Sharon Lawrence (VF : Francine Lainé) : Mary Carelli
- Theresa Tova (VF : Denise Metmer) : Docteur Shelton
- Roman Podhora : inspecteur Monk
- Larissa Lapchinski : Mme Warner
- Amanda Tapping (VF : Isabelle Maudet) : Marcy
- Suzanne Coy (VF : Monique Nevers) : Marnie Sharpe